# Teotónio Simão da Câmara Lima
Teotónio Simão da Câmara Lima (Angra do Heroísmo, 1 de Abril de 1868 — Lisboa, 26 de Janeiro de 1928), mais conhecido por Câmara Lima, foi um tradutor, jornalista e dramaturgo português.

## Biografia
Câmara Lima era filho de Maria Guilhermina Pamplona Corte-Real, originária de uma das mais antigas famílias da ilha Terceira e de seu marido, Gonçalo Rodrigues da Câmara Lima, advogado de provisão, delegado do Procurador Régio e escritor.
Estudou no Liceu de Angra do Heroísmo, mas não concluiu o curso por se ter mudado com a família para Lisboa.
Em Lisboa trabalhou entre 1886 e 1916 como oficial dos Correios e Telégrafos ao mesmo tempo que desenvolvia uma intensa actividade como publicista, publicando em numerosos periódicos crónicas e artigos de costumes. Na imprensa revelou-se um humorista de grande finura de espírito, sendo um dos pioneiros do género em Portugal. também publicou alguns artigos de cariz político, nos quais se revela apoiante de João Franco.
Assinava algumas das suas colaborações com o pseudónimo de J. David Airada. Foi memorável a sua colaboração no Correio da Manhã, de Lisboa, e no ABC e no Correio dos Açores, onde manteve uma secção intitulada Cartas ao meu amigo José Maria. Também se encontra colaboração da sua autoria nas revistas Brasil-Portugal (1899-1914) e  Tiro e Sport  (1904-1913).
Publicou várias obras, na sua maior parte peças teatrais, com destaque para as comédias, e compilações das crónicas publicadas na imprensa periódica. Colaborou com Alfredo de Mesquita, parente da esposa, em algumas peças e libretos para teatro de revista.
Traduziu do francês numerosas obras, de autores tão díspares como Fiódor Dostoiévski, Charles Dickens, Mark Twain e Edgar Allan Poe. Um estudo sobre D. Afonso VI na Terceira que não chegou a ser comercializado.
Teotónio Simão da Câmara Lima casou com Maria José de Mesquita Pimentel, de ascendênia florentina mas natural de Angra do Heroísmo, sendo pais da poetisa e professora Marta de Mesquita da Câmara (1894-1980).

## Principais obras publicadas
- 1907 — Favas contadas (revista de costumes em 3 actos). Lisboa, Imprensa Lucas.
- 1913 — Águas passadas : Notas de um velho canhenho. Porto, Magalhães & Moniz Ld.
- 1919 — Beco do Fala-só. Lisboa, Companhia Editora Americana.
- 1924 — Para as vossas orelhas moucas. Lisboa, Portugália.
- 1926 — Cartas a mulheres e bilhetes a toda a gente. Porto, Imp. Civilização.